# Situsari (Cisurupan)
Situsari is een bestuurslaag in het regentschap Garut van de provincie West-Java, Indonesië. Situsari telt 3729 inwoners (volkstelling 2010).